# Riserva naturale Padule di Fucecchio
La riserva naturale Padule di Fucecchio è un'area naturale protetta situata nelle provincie di Firenze e Pistoia.

## Fauna
Nel territorio dell'oasi è presente una colonia numerosa di ardeidi, che è la più importante dell'Italia centro-settentrionale (circa 800 coppie). Tra gli ardeidi nidificanti sono presenti l'airone cenerino, l'airone guardabuoi, la nitticora e la sgarza ciuffetto. Nel 1999 è avvenuta per la prima volta anche la nidificazione del mignattaio. Sono presenti anche folaghe, anatidi e le gru (in inverno). 

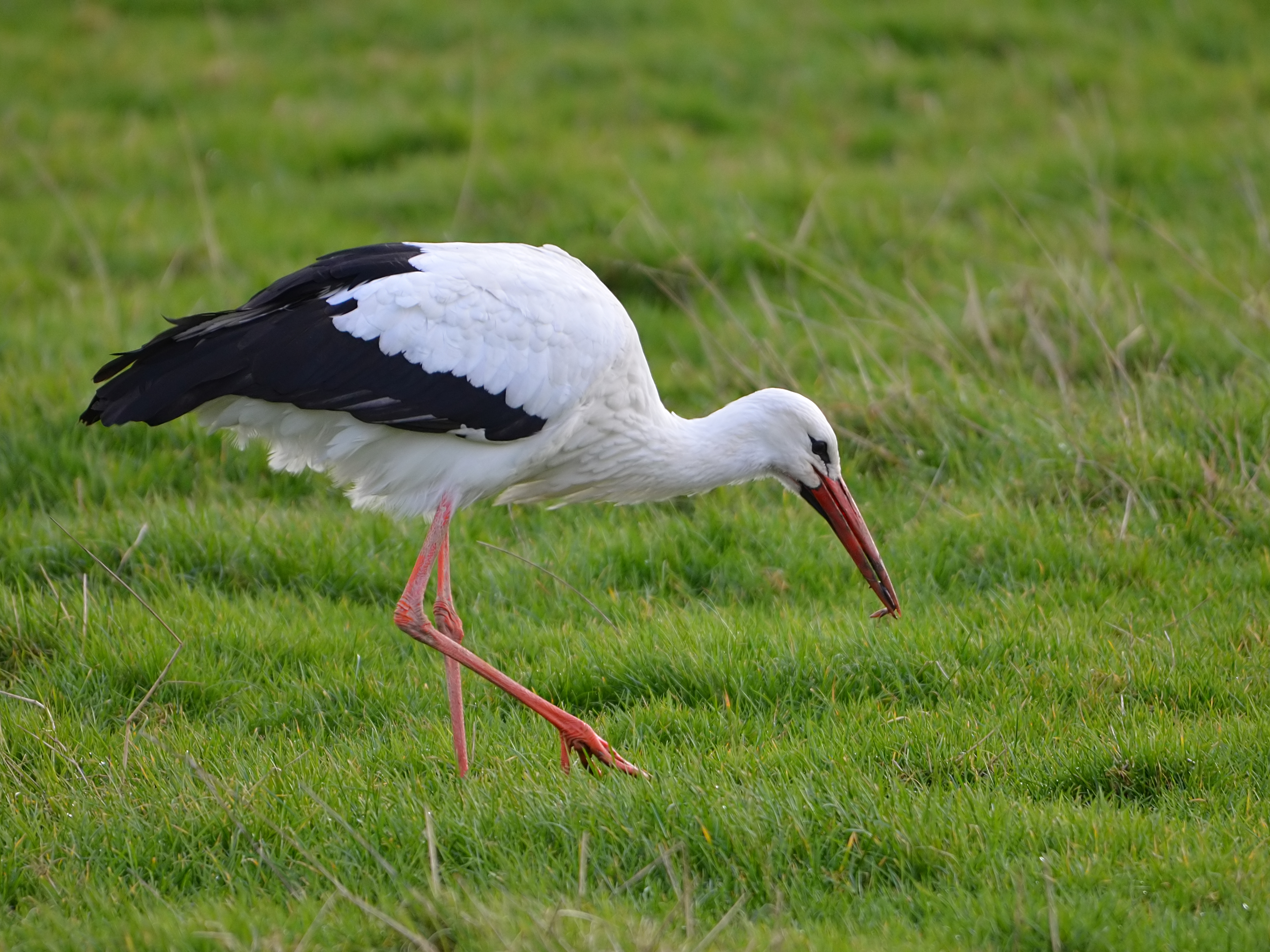
Una cicogna

Nella primavera del 2005 una coppia di cicogne bianche ha nidificato per la prima volta sopra un traliccio, in un'area situata ai margini del Padule di Fucecchio. Un avvenimento del genere non accadeva in Toscana da ben tre secoli e da allora lo spettacolo si sta ripetendo ogni primavera sotto il controllo costante degli studiosi della Riserva Naturale del Padule di Fucecchio e sotto l'occhio curioso di migliaia di visitatori arrivati per assistere alle fasi della nidificazione ed alle prime prove di volo dei piccoli.
Tra i mammiferi è presente il topolino delle risaie. Inoltre, sono presenti anche molte specie di coleotteri.

## Flora
Sono presenti alcune piante del clima caldo umido come il morso di rana e la felce reale, alcune specie di sfagni (del clima freddo), il grande carice, la ninfoide, l'erba vescica e la salvinia o "erba pesce". Sono presenti anche in grande quantità la cannuccia di palude e il giaggiolo acquatico.